# Il sigillo di Pechino
Il sigillo di Pechino (Die Hölle von Macao) è un film di genere spionistico del 1967 di co-produzione tedesca, francese e italiana, diretto da James Hill e Frank Winterstein.

## Trama
Un fotografo freelance, Cliff Wilder, mentre sta svolgendo un servizio a Macao, scopre l'esistenza di un antico tesoro, la cui ubicazione può essere decifrata dalle indicazioni scritte in un medaglione, soprannominato il "Sigillo di Pechino", chiuso in un pacchetto custodito da un suo amico, Danny Mancini. Quando quest'ultimo viene ucciso, Cliff si ritrova in mano il sigillo e viene braccato da una grande quantità di persone che, in un modo o nell'altro, tentano d'impadronirsi del medaglione.
Tra essi vi sono Jay Brandon, un gangster statunitense; Lilly, ex moglie di Danny; Tina, una donna cinese che comanda una setta di fanatici; Pinto, il capo della polizia. Alla fine di numerose peripezie si ritrovano tutti nei sotterranei di un vecchio tempio, e quando giungono nella sala del tesoro si accorgono che un gruppo di soldati cinesi erano già arrivati, e li aspettavano per far crollare i sotterranei...

## Produzione
Il film fu girato in lingua inglese negli Spandau Studios di Berlino con gli esterni a Hong Kong. Robert Stack accettò la parte del protagonista perché aveva ammirato il precedente film diretto da Hill, Nata libera. Tony Mastroianni, della Cleveland Press, nella sua recensione sottolineò l'ottima fotografia ma criticò le sequenze di tortura, giudicate non necessarie nell'economia del film.
La censura, per la distribuzione in Italia, eliminò il finale della prima scena di tortura al servo cinese e alcune parti della scena al night club.

## Colonna sonora
Nella colonna sonora è presente il brano di Dusty Springfield The Corrupt Ones (che è anche il titolo inglese del film), che era il lato B del singolo statunitense con I'll Try Anything che entrò in classifica nella Top 40.